# Dusk (rivista)
Dusk è una rivista dedicata ai Genesis fondata nel 1991. Ad oggi, sono stati pubblicati 109 numeri.

## Storia della rivista
Fondata come fanzine trimestrale nel 1991 dal giornalista Mario Giammetti, diventa rivista con iscrizione al tribunale a partire dal 2007 e, da allora, esce con regolarità tre volte all'anno. Essa si occupa della band inglese Genesis e di tutte le carriere solistiche ad essa collegata: Peter Gabriel, Phil Collins, Steve Hackett, Mike Rutherford, Tony Banks, Anthony Phillips, Ray Wilson ed altri.
In occasione del trentennale, nel 2021, è stata realizzata un'edizione speciale e celebrativa (fuori numerazione) in formato A4, piena di fotografie inedite e contenuti esclusivi, tra cui le dediche dei membri della band, a cui hanno contribuito con articoli dedicati ai Genesis personaggi del calibro di Luciano Ligabue, Piero Pelù, Enrico Ruggeri, Faso, Maurizio De Giovanni, Sergio Mancinelli e Andrea Scanzi, oltre che i disegnatori Riccardo Mannelli e Massimo Cavezzali (autori, rispettivamente, delle illustrazioni di copertina e retrocopertina).